# Peter Therkildsen
Peter Therkildsen (Solrød Strand, 1998. június 13. –) dán labdarúgó, a norvég Haugesund középpályása.

## Pályafutása
Therkildsen a dániai Solrød Strandban született. 
2015-ben mutatkozott be a Køge felnőtt csapatában, ám pályára egyszer sem lépett a klub színeiben. A 2018–19-es szezonban a Næstved csapatát erősítette. 2019-ben átigazolt az első osztályban szereplő Horsenshez. A 2020-as szezon második felében a norvég Haugesundnál játszott kölcsönben.
2021. január 15-én a lehetőséggel élve 3½ éves szerződést kötött a Haugesund együttesével. Először a 2021. május 16-ai, Sarpsborg 08 elleni mérkőzésen lépett pályára. Első gólját 2021. július 4-én, a Tromsø ellen 3–0-ra megnyert találkozón szerezte, emellett még egy gólpasszt is kiosztott.

## Statisztikák
2023. március 12. szerint
| Klub      | Szezon   | Osztály          | Bajnokság | Bajnokság | Kupa  | Kupa | Nemzetközi | Nemzetközi | Összesen | Összesen |
| Klub      | Szezon   | Osztály          | Meccs     | Gól       | Meccs | Gól  | Meccs      | Gól        | Meccs    | Gól      |
| --------- | -------- | ---------------- | --------- | --------- | ----- | ---- | ---------- | ---------- | -------- | -------- |
| Horsens   | 2019–20  | Danish Superliga | 29        | 3         | 4     | 2    | —          | —          | 33       | 5        |
| Horsens   | 2020–21  | Danish Superliga | 1         | 0         | 0     | 0    | —          | —          | 1        | 0        |
| Horsens   | Összesen | Összesen         | 30        | 3         | 4     | 2    | 0          | 0          | 34       | 5        |
| Haugesund | 2020     | Eliteserien      | 8         | 2         | —     | —    | —          | —          | 8        | 2        |
| Haugesund | 2021     | Eliteserien      | 30        | 2         | 1     | 0    | —          | —          | 31       | 2        |
| Haugesund | 2022     | Eliteserien      | 29        | 2         | 3     | 2    | —          | —          | 32       | 4        |
| Haugesund | 2023     | Eliteserien      | 0         | 0         | 1     | 0    | —          | —          | 1        | 0        |
| Haugesund | Összesen | Összesen         | 67        | 6         | 5     | 2    | 0          | 0          | 72       | 8        |
| Összesen  | Összesen | Összesen         | 97        | 9         | 9     | 4    | 0          | 0          | 106      | 13       |